# شونگایزینگ
شونگایزینگ (به آلمانی: Schöngeising) یک شهر در آلمان است که در بایرن واقع شده‌است.

## خصوصیات
شونگایزینگ ۱۲٫۸۶ کیلومترمربع مساحت دارد ۵۳۰ متر بالاتر از سطح دریا واقع شده‌است.